# Ja boeh
Ja boeh is het eerste album van Lohues & the Louisiana Blues Club uit 2003.

Dit album is opgenomen in de Verenigde Staten. De Drentse bluesnummers zijn geschreven door Daniël Lohues.

Ja boeh is een Drentse uitdrukking en betekent zoveel als: Echt wel.

## Nummers
- Janine
- Stiekumste verdriet
- Ja Boeh
- Regenblues
- Wachten op 'n hittegolf
- Prachtig mooi (mar wat he'j der an)
- Daor knap ie nie van op
- Van 't verstand
- Ach & Wee
- Hoogste tied veur de blues
- 't Ien of 't ander
- Picknickweer

## Singles van dit album
- Doar knap ie nie van op
- Janine
- Prachtig mooi (mar wat he'j der an)